# Fungia sinensis
Fungia sinensis là một loài san hô trong họ Fungiidae. Loài này được Edwards & Haine mô tả khoa học năm 1851.